# Grzybowo (condado de Ciechanów)
Grzybowo es un pueblo de Polonia, en Mazovia.  Se encuentra en el distrito (Gmina) de Regimin, perteneciente al condado (Powiat) de Ciechanów. Se encuentra aproximadamente a 2 km al sur de Regimin, 8 km al noroeste de Ciechanów, y a 84 km  al norte de Varsovia. 
Entre 1975 y 1998 perteneció al voivodato de Ciechanów.